# 呂經
呂經（1476年—1544年），字道夫，號九川，陝西承宣布政使司慶陽府寧州（今甘肅省寧縣）人，明朝政治人物，正德戊辰進士，嘉靖時官至遼東巡撫。嘉靖十四年（1535年）因苛虐激起兵變，謫戍茂州。

## 生平
治《書經》，弘治十四年（1501年）由國子生中式辛酉科陕西鄉試第二十名舉人，正德三年（1508年）戊辰科會試第四十八名，第三甲第九十六名進士。同年十月授禮科給事中。正德七年（1512年）八月升户科右給事中，正德九年三月升礼科左，正德十年（1515年）五月升至吏科都給事中，反對馬昂將懷孕的女子呈入宮事。正德十一年十月被貶為蒲州同知。又以事忤中官黃玉，被誣陷彈劾下獄。
明世宗繼位后，于正德十六年五月起复，升爲山東右參政，分守東兖道。嘉靖三年（1524年）十二月，升任四川按察司按察使，后改右布政使，升雲南布政司左布政使。嘉靖十三年九月，任都察院右副都御史、遼東巡撫。十四年四月因與邊疆都指揮劉尚德、袁璘發生矛盾，發生兵變，吕經被剥光衣服關入監獄虐辱，随后被逮捕入京下詔獄，謫戍四川茂州。數年釋還。嘉靖二十三年（1544年）卒，享年六十九。

## 著作
有《使邊錄》《諫垣存稿》《群書考證》等。

## 家族
曾祖吕益。祖父吕英，判官。父吕升。母王氏。慈侍下，行三，兄縉、紳、弟綸，義官。